# سعدان عنكبوتي طويل الشعر
سعدان عنكبوتي طويل الشعر (الاسم العلمي: Ateles belzebuth) هو نوع من الحيوانات يتبع جنس سعدان عنكبوتي من فصيلة السعادين عنكبوتية.